# 華Xiao英雄
《華Xiao英雄》是一部2015年上映的馬來西亞華語電影，由馬來西亞演員關德輝投資拍攝，香港導演李力持和馬來西亞導演李家鋐執導，並由關德輝、朱咪咪、唐文龍、李元玲、李馨巧和黎明主演。

## 劇情
華英雄是一個熱愛華文教育的教師。他後來被派到收生人數不足的華華小學教華文。為了避免學校停辦，華英雄決定說服小學所在地的非華人和對華文教育失去信心的華人家庭將他們的孩子送到華華小學就讀。
與此同時，校長和發展商合作，打算將學校所在的土地低價賣給發展商。華英雄得悉後，決定團結村民和三大民族阻止校長的計劃。

## 製作
《華Xiao英雄》由關德輝注資拍攝，於2012年底開始拍攝工作，並在翌年1月8日殺青，在馬來西亞一個小島上拍攝。關德輝找來香港導演李力持擔任《華Xiao英雄》的總導演。拍攝前曾在馬來西亞和新加坡舉行5場試鏡。該片原本的製作成本是200萬令吉，但因關德輝對電影的要求高，使製作成本超支了50萬令吉。要求製作過程嚴格的關德輝，更換了四個剪接師，亦修改了電腦特效和補拍部份鏡頭。《華Xiao英雄》的主題曲亦由關德輝主唱。
其中一個演員呂愛瓊在電影中飾演韓語老師，為了演好這個角色，她特地與位處韓國的朋友學了兩晚的韓語。

## 上映及反響
《華Xiao英雄》原本打算在2013年聖誕至翌年新年時上映，但因宣傳期太趕而延誤到2015年5月28日上映，後來再延誤到同年6月4日上映。《華Xiao英雄》上映時，碰巧馬來西亞正就華文教育議題展開爭論。另外，同樣講述教育題材的香港電影《五個小孩的校長》亦在《華Xiao英雄》上映時在馬來西亞上映，因此兩片亦被比較。
該片未上映時，該片的宣傳片在網上獲得80%的支持，認為電影會帶來良好影響。但燧火評論的曾龍文認為，《華Xiao英雄》並非揭示馬來西亞村鎮人口外移、城鄉差異、資源分配不均和發展不均等問題，反而將小學收生不足的責任指向媚外的華人，以迎合華人社團「內部敵人」的想像。他亦認為該片過於迎合和美化主事者。